# Madura
Madura é uma ilha da Indonésia a nordeste de Java, próxima do porto de Surabaya.
Tem uma área aproximada de 4.250 km² (é a 129.ª maior ilha do mundo) e uma população de quase quatro milhões de habitantes (2014), pertencentes na sua maioria à etnia Maduresa. O idioma principal de Madura é o madurês, que é utilizado ainda em outras 66 ilhas próximas. Madura é administrada como parte da província de Java Oriental. 

## História
Em 1624, o Sultão Agung de Mataram conquistou Madura e unificou o governo numa só dinastia, a familia Cakrangingrat, que acabou por se opor ao governo central de Java e conquistou grandes partes de Mataram.
Após a primeira guerra de sucessão javanesa entre Amangkurat III e o seu tio Pangerer Puger, os holandeses conseguiram o controlo da metade leste de Madura em 1705. O reconhecimento holandês de Puger foi influenciado pelo senhor de Madura Occidental, Cakraningrat II, que se supõe ter apoiado o reconhecimento de Puger com a esperança de que uma nova guerra no centro de Java proporcionaria aos madureses a oportunidade de interferir. Contudo, quando Amangkurat foi preso e exilado em Ceilão, Puger tomou o título de Pakubuwono I e assinou um tratado com os holandeses pelo qual lhes concedeu Madura Oriental.
Os Cakraningrats acordaram ajudar os holandeses a anular a rebelião de 1740 em Java Central após o massacre chinês em 1740. Num tratado de 1743 com os holandeses, Pakubuwono cedeu a soberania plena de Madura aos holandeses, que foi disputada por Cakraningrat IV. Cakraningrat fugiu para Banjarmasin, refugiou-se com os ingleses, foi expoliado e traído pelo sultão, e capturado pelos holandeses, sendo exiiado no Cabo da Boa Esperança.
Os holandeses continuaram as divisões administrativas de Madura em quatro estados, cada um com o seu próprio regente. A ilha foi inicialmente importante como fonte de tropas coloniais e na segunda metade do século XIX converteu-se na principal fonte de sal para os territórios controlados pelos holandeses no arquipélago.

## Economia
No cômputo geral, Madura é uma das regiões mais pobres da província de Java Oriental. Ao contrário de Java, o solo não é fértil o suficiente para o tornar um grande produtor agrícola. As limitadas oportunidades económicas conduziram ao desemprego crónico e à pobreza. Estes fatores conduziram à emigração a longo prazo da ilha, de tal forma que a maioria das pessoas etnicamente maduresas não vivem atualmente em Madura. As pessoas de Madura foram alguns dos mais numerosos participantes em programas de transmigração governamental, mudando-se para outras partes da Indonésia.
A agricultura de subsistência é um pilar da economia. O milho é uma cultura de subsistência fundamental, nas muitas pequenas propriedades da ilha. A pecuária é também uma parte crítica da economia agrícola, proporcionando rendimento extra às famílias camponesas, além de ser a base para as famosas competições de corridas de touros de Madura. A pesca em pequena escala é também importante para a economia de subsistência.
Entre as indústrias exportadoras, a agricultura do tabaco é um dos principais contribuintes para a economia da ilha. O solo de Madura, embora incapaz de suportar muitas culturas alimentares, ajuda a fazer da ilha um importante produtor de tabaco e cravo-da-índia para a indústria doméstica de kretek (cigarro de cravo). Desde a era neerlandesa, a ilha tem sido também um grande produtor e exportador de sal.
Bangkalan, no extremo oeste da ilha, industrializou-se substancialmente desde a década de 1980. Esta região está a uma curta viagem de ferry de Surabaya, a segunda maior cidade da Indonésia, e, portanto, ganhou um papel como um subúrbio para os viajantes para Surabaya, e como uma localização para a indústria e serviços que precisam estar perto da cidade.
A Ponte Surabaya-Madura (Suramadu), inaugurada em 2009, deverá aumentar ainda mais a interação da região de Bangkalan com a economia regional.

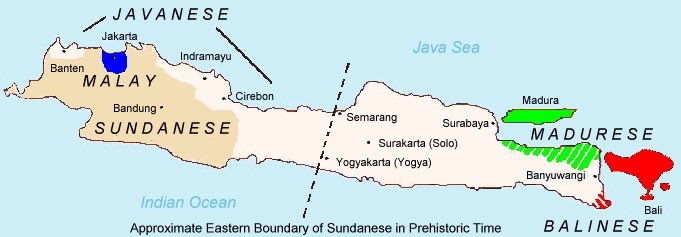
Mapa dos idiomas falados nas ilhas Java, Madura e Bali.